# Captrain Deutschland CargoWest
Die Captrain Deutschland CargoWest GmbH ist ein Eisenbahnverkehrsunternehmen (EVU) mit Standorten in Gütersloh, Hamburg, Lengerich und Neu-Ulm. Das Unternehmen gehört zu 100 Prozent zur Captrain Deutschland GmbH und entstand am 19. August 2015 durch die Verschmelzung von Bayerischer CargoBahn GmbH (BCB) und TWE Bahnbetriebs GmbH (TWEBB). Das EVU führt nationale und internationale Schienengütertransporte innerhalb Europas durch.

## Geschichte

### Bayerische CargoBahn GmbH

Historisches Logo Bayerische CargoBahn

Die Bayerische CargoBahn GmbH (BCB) wurde am 10. Mai 2001 in Holzkirchen, als Tochtergesellschaft der Connex Cargo Logistics GmbH, gegründet. Die ersten Leistungen im Güterverkehr begannen am 28. Februar 2002. Am 1. Januar 2005 wurden ein Großteil der überregionalen Güterverkehrsleistungen der Württembergische Eisenbahn-Gesellschaft (WEG) übernommen. Im August 2005 verlegte das Unternehmen seinen Standort nach Neu-Ulm, weil dieser verkehrsgünstiger lag. Die Zulassung als Eisenbahnverkehrsunternehmen für den Güterverkehr bestand seit dem 16. November 2001 und die für den Personenverkehr seit dem 14. März 2003; beide Zulassungen waren bis zum 1. Dezember 2016 gültig. Außerdem verfügte die Gesellschaft über eine Netzzugangsbewilligung für den Güterverkehr in der Schweiz, wo sie auch für den Schweizer Partner Transalpin Eisenbahn AG der Captrain Deutschland GmbH verantwortlich war. Am 19. August 2015 wurde die BCB rückwirkend zum 1. Januar 2015 mit der TWEBB verschmolzen, wobei der Standort Neu-Ulm erhalten blieb.
Auf die BCB waren neun Triebfahrzeuge zugelassen: zwei Diesellokomotiven der Baureihe G 1000 BB, eine Elektrolokomotive der Baureihe Alstom Prima EL3U/4 und sechs Lokomotiven der Baureihe Siemens ES64F4.

### TWE Bahnbetriebs GmbH

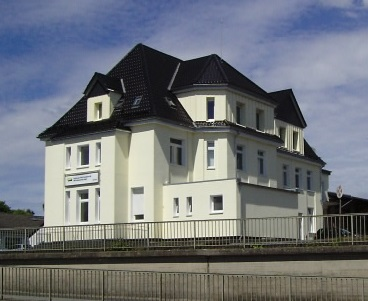
TWE Bahnbetriebs GmbH im Bahnhofsgebäude Gütersloh Nord

Im Jahr 2003 erfolgte die Gründung des Eisenbahnverkehrsunternehmens (EVU) TWE Bahnbetriebs GmbH (TWEBB) als 100-prozentiges Tochterunternehmen der Teutoburger Wald-Eisenbahn AG, die seitdem nur noch als Eisenbahninfrastrukturunternehmen (EIU) tätig ist. Schwerpunkt des EVUs war der deutschlandweite Schienengüterverkehr für die Stahlindustrie. Mit dem im Dezember 2010 aufgenommenen Güterfernverkehr für die ScandFibre Logistics AB, Solna, Schweden wurde das Unternehmen zudem im Segment der Papierlogistik tätig. Damit einhergehend wurden auch Ferngüterzüge von Captrain Deutschland im TWE-Bahnhof Gütersloh Nord rangiert. Einige Jahre erbrachte die TWEBB im Auftrag von der damaligen DB Schenker Rail (heute DB Cargo) auch den Rangierverkehr im Gütersloher Hauptbahnhof.
Nach der Übernahme des Hamburger Standortes der CC-Logistik GmbH & Co. KG führte die TWEBB die Rangier- und Bedienleistungen im Hamburger Hafen für die Captrain-Gruppe seit November 2012 über die neu gegründete Niederlassung Hamburg durch. Am 19. August 2015 wurde die TWEBB rückwirkend zum 1. Januar 2015 mit der BCB verschmolzen und zur Captrain Deutschland CargoWest GmbH umfirmiert.
Die TWEBB setzte ausschließlich vierachsige Diesellokomotiven aus dem Hause Maschinenbau Kiel (MaK) an verschiedenen Standorten in ganz Deutschland ein. Für den Ferngüterverkehr hat die TWE von Rail4Captrain 8 E-Loks der Bombardier TRAXX Baureihe 145-CL und 185-CL angemietet.

### Captrain Deutschland CargoWest GmbH
Das Unternehmen wurde rückwirkend zum 1. Januar 2015 mit Handelsregistereintrag am 19. August 2015 durch die Umfirmierung der TWE Bahnbetriebs GmbH gegründet, auf die gleichzeitig die Bayerische CargoBahn GmbH verschmolzen wurde. Die Standorte der beiden ehemaligen EVUs mit ihren Fahrzeugen, Mitarbeiter und Geschäftsführern bleiben erhalten.